# درویش‌آباد (سلسله)
درویش‌آباد روستایی از توابع بخش فیروزآباد شهرستان سلسله در استان لرستان ایران است. زبان مردم این روستا کردی به گویش لکی است.

## جمعیت
این روستا در دهستان فیروزآباد قرار دارد و بر اساس سرشماری مرکز آمار ایران در سال ۱۳۹۵ جمعیت آن ۲۱۶ نفر بوده که ۱۰۹ نفر مرد و ۱۰۷ نفر زن بوده اند. روستای درویش آباد دارای ۶۰ خانوار می باشد.